# Мосс, Элизабет
Эли́забет Си́нглтон Мосс (англ. Elisabeth Singleton Moss, род. 24 июля 1982, Лос-Анджелес, Калифорния, США) — американская актриса театра, кино и телевидения. Обладательница премий «Золотой глобус» (2014, 2018) и «Эмми» (2017). Наиболее известна по ролям Зои Бартлет в сериале «Западное крыло» (1999—2006), секретаря Пегги Олсон в сериале «Безумцы» (2007—2015) и детектива Робин Гриффин в сериале «Вершина озера» (2013, 2017).
С 2017 года Мосс исполняет главную роль в сериале «Рассказ служанки», снятом по роману канадской писательницы Маргарет Этвуд. За свои работы на телевидении Мосс была названа «королевой современного телевидения» изданием «Vulture».

## Ранние годы
Элизабет Мосс родилась и выросла в Лос-Анджелесе, Калифорния в семье музыкантов Рона и Линды Мосс. У Элизабет есть младший брат. Её семья исповедовала саентологию.
Первоначально Мосс хотела стать профессиональной танцовщицей. В подростковом возрасте она отправилась в Нью-Йорк, чтобы поступить в Школу американского балета. Позже она брала уроки у знаменитой американской балерины Сьюзанн Фарелл в Центре исполнительских искусств имени Джона Кеннеди в Вашингтоне (округ Колумбия). Мосс продолжала заниматься танцами и в юности, однако увлечение актёрской профессией оказалось сильнее. Элизабет начала актёрскую карьеру в раннем возрасте, поэтому ей пришлось бросить школу и перейти на домашнее обучение; она сдала все школьные экзамены в 1999 году в возрасте шестнадцати лет.

## Карьера

### 1990—2004: начало карьеры
В 1990 году Элизабет Мосс получила свою первую роль в мини-сериале американского телеканала NBC «Лаки / Шансы». С 1992 по 1995 годы Мосс появилась в семи эпизодах сериала «Застава фехтовальщиков» в роли Синтии Паркс. В 1992 году Элизабет озвучила главную героиню мультипликационного фильма «Возвращение Фрости» по имени Холли ДеКарло, а в 1993 году — героиню мультфильма «Однажды в лесу» по имени Мишель. Также в 1993 году Мосс получила роль в телефильме «Цыганка», а в 1994 году сыграла младшую дочь героя Харви Кейтеля в фильме «Благородный аферист». В 1995 году Элизабет появилась в ремейке фильма 1975 года «Побег на Ведьмину гору», снятого «Walt Disney Pictures», и сыграла роль маленькой Эшли Джадд в телевизионном драматическом байопике «Наоми и Вайнона: Любовь может построить мост». В том же году Мосс сыграла второстепенную роль в детективе «Отдельная жизнь» с Джеймсом Белуши и Линдой Хэмилтон и появилась в чёрной комедии «Последний ужин». В 1996 году Мосс озвучила персонажей мультсериала «Фриказоид!» и телевизионного мультипликационного фильма «Это весенняя тренировка, Чарли Браун».
С 1999 по 2006 годы Элизабет Мосс играла роль Зои Бартлет, дочери героев Мартина Шина и Стокард Чэннинг, в драматическом телесериале о жизни Белого дома «Западное крыло». Персонаж Мосс имел центральное значение в четвёртом сезоне шоу. В ретроспективном обзоре сериала, опубликованном в журнале «The Atlantic», отмечалось, что шоураннер «Западного крыла» Аарон Соркин «сделал героиню Мосс центральным элементом взрывного финала четвёртого сезона, в котором произошёл самый безумный клиффхэнгер из всех возможных. В этой серии Зои очень жестоко обошлась со своим французским бойфрендом, но актёрская игра Мосс всегда заставляла зрителей симпатизировать ее героине и переживать за неё, даже когда сюжет сериала требовал обратного».
В 1999 году Элизабет Мосс сыграла пациентку психиатрической клиники в фильме Джеймса Мэнголда «Прерванная жизнь» с Вайноной Райдер и Анджелиной Джоли в главных ролях, а также получила небольшую роль в драме «Где угодно, только не здесь». В том же году Мосс сыграла дочь женщины, страдающей от шопоголизма, в фильме «Доктор Мамфорд».
В 2003 году Элизабет Мосс получила роль в остросюжетном вестерне Рона Ховарда «Последний рейд». В 2004 году Мосс снялась в драме «Сердце Америки» и ещё в трёх фильмах. В том же году Элизабет сыграла главную роль в фильме «Девственница», за которую она была номинирована на премию «Независимый дух» за лучшую женскую роль, но уступила Шарлиз Терон, сыгравшей серийную убийцу Эйлин Уорнос в фильме «Монстр».

### 2005—2014: «Безумцы» и другие роли
В 2005—2006 годах Элизабет Мосс появилась в пяти эпизодах научно-фантастического сериала «Нашествие», а в 2007 году снялась в эпизоде «Моя любимая ошибка» третьего сезона сериала «Анатомия страсти» и эпизоде сериала «Медиум» с Патрисией Аркетт в главной роли. В 2007 году она также получила роль первого плана в фильме ужасов Мэри Ламберт «Чердак» и приняла участие в съёмках независимого фильма «День Зеро».
В 2007 году Элизабет Мосс прошла кастинг на роль секретаря Пегги Олсон в драматическом сериале телеканала AMC «Безумцы». За время съёмок в нём с 2007 по 2015 годы Мосс пять раз номинировалась на премию «Эмми» за лучшую женскую роль в драматическом телесериале и один раз на премию «Эмми» за лучшую женскую роль второго плана в драматическом телесериале. Вспоминая о прохождении кастинга в сериал, Мосс рассказывала: «Когда я пришла на прослушивание, все вокруг говорили только о двух стоящих пилотных сценариях новых телесериалов; сценарий „Безумцев“ был одним из них».
Параллельно со съёмками в «Безумцах», Элизабет Мосс в октябре 2008 года дебютировала на Бродвее, сыграв роль Карен в пьесе Дэвида Мэмета «Пошевеливайся», поставленной в честь 20-летия со дня её премьеры. В 2009 году Мосс сыграла помощницу героини Сары Джессики Паркер в комедии «Супруги Морган в бегах», а в 2010 году снялась в фильме «Побег из Вегаса» с Джоной Хиллом в главной роли.
Элизабет Мосс дебютировала на Вэст Энде в роли Марты Доби в пьесе Лилиан Хеллман «Детский час», премьера которой состоялась в лондонском «Театре комедии» 22 января 2011 года. В 2012 году Мосс сыграла роль Галатеи Дункель в экранизации романа Джека Керуака «В дороге».
В 2013 году Элизабетт Мосс сыграла главную роль детектива Робин Гриффин в британо-австралийском сериале «Вершина озера», созданном обладательницей премии «Оскар» Джейн Кэмпион. За эту работу Мосс получила премии «Золотой глобус» 2014 года за лучшую женскую роль в мини-сериале или телефильме и «Выбор телевизионных критиков» 2013 года в номинации «Лучшая женская роль в фильме или мини-сериале»; также в 2013 году Элизабет Мосс была номинирована на премию «Эмми» за лучшую женскую роль в мини-сериале или фильме, но проиграла Лоре Линни за её роль в сериале «Эта страшная буква „Р“». В 2014 году Элизабет снялась в фильме независимого режиссёра Алекса Росса Перри «Послушай, Филип».

### 2015 — настоящее время: кино, телевидение, театр
В сентябре 2014 года было объявлено, что Элизабет Мосс будет играть главную роль в бродвейской постановке «Хроники из жизни Хайди» Премьера пьесы состоялась 19 марта 2015 года. Несмотря на положительные отзывы критиков, «Хроники из жизни Хайди» закрылись 3 мая 2015 года из-за низкого спроса на билеты. За роль Хайди Холланд Элизабет была номинирована на премию «Тони» 2015 года за лучшую женскую роль в пьесе, но уступила Хелен Миррен, которая сыграла Елизавету II в пьесе «Аудиенция».
После завершения сериала «Безумцы» в 2015 году, Элизабет Мосс вновь вернулась к сотрудничеству с независимым режиссёром Алексом Россом Перри и вместе с Кэтрин Уотерстон и Патриком Фьюджитом получила одну из главных ролей в его психологическом триллере «Королева Земли»; она сыграла психически неуравновешенную женщину, которая отправляется в дом отдыха в компании своих близких друзей. Также в 2015 году Мосс сыграла второстепенную роль в научно-фантастической драме «Высотка» с Томом Хиддлстоном и Сиенной Миллер в главных ролях.
В 2016 году Элизабет Мосс снялась в байопике о жизни боксера Чака Уэпнера под названием «Чак» с Львом Шрайбером в главной роли. В 2017 году Мосс получила роль в байопике «Бесит быть нормальным», повествующем о жизни и работе шотландского психиатра Рональда Дэвида Лэйнга, и снялась в ещё не вышедшем на экраны фильме «Чайка», основанном на одноимённой пьесе А. П. Чехова.
В 2017 году Элизабет начала играть главную роль девушки по имени Джун в сериале сервиса Hulu «Рассказ служанки»; за эту работу она заслужила признание критиков. В 2018 году за эту роль она получила премию «Золотой глобус» за лучшую женскую роль в телевизионном сериале — драма. На 70-м Каннском кинофестивале, проходившем в мае 2017 года, состоялась премьера второго, состоящего из шести эпизодов, сезона сериала «Вершина озера». В этом сезоне, действие которого происходило в Сиднее, Элизабет Мосс вернулась к роли детектива Робин Гриффин.
В 2022 году Элизабет Мосс сыграла главную роль журналистки Кирби, выжившей жертвы серийного маньяка, в остросюжетном детективно-фантастическом сериале «Сияющие», в котором выступила также как сопродюсер и сорежиссёр.

## Личная жизнь
В октябре 2008 года Элизабет Мосс познакомилась с актёром телешоу «Субботним вечером в прямом эфире» Фредом Армисеном ; в январе 2009 года они обручились; а 25 октября 2009 года пара поженилась в Лонг-Айленд-Сити, районе Нью-Йорка. В июне 2010 года Элизабет и Фред расстались, а в сентябре того же года Мосс подала на развод, который официально вступил в силу 13 мая 2011 года.
Мосс продолжает оставаться приверженкой саентологии, а также называет себя феминисткой.
В 2024 году родила дочь.

## Фильмография

### Кино
| Год  | Название на русском               | Оригинальное название           | Роль                  | Примечания                  |
| ---- | --------------------------------- | ------------------------------- | --------------------- | --------------------------- |
| 1991 | Коммандо из пригорода             | Suburban Commando               | Маленькая девочка     |                             |
| 1993 | Однажды в лесу                    | Once Upon a Forest              | Мишель (голос)        | Анимационный фильм          |
| 1993 | Ресайкл Рекс                      | Recycle Rex                     | (голос)               | Короткометражный мультфильм |
| 1994 | Благородный аферист               | Imaginary Crimes                | Грета Уэйлер          |                             |
| 1995 | Отдельная жизнь                   | Separate Lives                  | Ронни Беквит          |                             |
| 1995 | Последний ужин                    | The Last Supper                 | Дженни Тайлер         |                             |
| 1997 | Тысяча акров                      | A Thousand Acres                | Линда                 |                             |
| 1998 | Создатель ангелов                 | Angelmaker                      | Литл Теркот           | Короткометражный фильм      |
| 1999 | Угонщики                          | The Joyriders                   | Джоди                 |                             |
| 1999 | Доктор Мамфорд                    | Mumford                         | Кэти Брокетт          |                             |
| 1999 | Где угодно, только не здесь       | Anywhere but Here               | Рейчел                |                             |
| 1999 | Прерванная жизнь                  | Girl, Interrupted               | Полли «Горелка» Кларк |                             |
| 2002 | Случайная встреча                 | West of Here                    | Чериз                 |                             |
| 2002 | Сердце Америки                    | Heart of America                | Робин Уолтерс         |                             |
| 2003 | Искушение                         | Temptation                      | Уинд / Морган         |                             |
| 2003 | Девственница                      | Virgin                          | Джесси Рейнольдс      |                             |
| 2003 | Последний рейд                    | The Missing                     | Энн                   |                             |
| 2005 | Биттерсвит Плейс                  | Bittersweet Place               | Поли Шаффер           |                             |
| 2007 | Чердак                            | The Attic                       | Эмма Каллан           |                             |
| 2007 | Её никогда не найти               | They Never Found Her            | Анна                  | Короткометражный фильм      |
| 2007 | Нулевой день                      | Day Zero                        | Патрисия              |                             |
| 2007 | Награжденный                      | Honored                         | Кэти                  | Короткометражный фильм      |
| 2008 | Эль камино                        | El camino                       | Лили                  |                             |
| 2008 | Новый Орлеан, моя любовь          | New Orleans, Mon Amour          | Хайд                  |                             |
| 2009 | Супруги Морган в бегах            | Did You Hear About the Morgans? | Джеки Дрейк           |                             |
| 2010 | История Бадди                     | A Buddy Story                   | Сьюзан                |                             |
| 2010 | Побег из Вегаса                   | Get Him to the Greek            | Дафни Бинкс           |                             |
| 2011 | Зелёный Фонарь: Изумрудные рыцари | Green Lantern: Emerald Knights  | Ариша Рраб (голос)    | Анимационный фильм          |
| 2012 | Курить/Не курить                  | Smoking/Non-Smoking             | Диана Уилан           |                             |
| 2012 | Самый близкий друг                | Darling Companion               | Грейс Уинтер          |                             |
| 2012 | На дороге                         | On the Road                     | Галатея Дункель       |                             |
| 2014 | Послушай, Филип                   | Listen Up Philip                | Эшли                  |                             |
| 2014 | Возлюбленные                      | The One I Love                  | Софи                  |                             |
| 2015 | Королева Земли                    | Queen of Earth                  | Кэтрин Хьюитт         |                             |
| 2015 | Луговая страна                    | Meadowland                      | Шэннон                |                             |
| 2015 | Правда                            | Truth                           | Люси Скотт            |                             |
| 2015 | Высотка                           | High-Rise                       | Хелен Уайлдер         |                             |
| 2016 | На свободе                        | The Free World                  | Дорис Лэмб            |                             |
| 2016 | Чак                               | Chuck                           | Филисс Уэпнер         |                             |
| 2017 | Бесит быть нормальным             | Mad to Be Normal                | Энджи Вуд             |                             |
| 2017 | Квадрат                           | The Square                      | Анна                  |                             |
| 2017 | Чайка                             | The Seagull                     | Маша                  |                             |
| 2018 | Старик с пистолетом               | The Old Man and the Gun         | Дороти                |                             |
| 2019 | Мы                                | Us                              | Китти Тайлер/Далия    |                             |
| 2019 | Адская кухня                      | The Kitchen                     | Клэр Уолш             |                             |
| 2019 | Свет моей жизни                   | Light of My Life                | мама                  |                             |
| 2020 | Человек-невидимка                 | The Invisible Man               | Сесилия               |                             |
| 2020 | Ширли                             | Shirley                         | Ширли Джексон         |                             |
| 2021 | Французский вестник               | The French Dispatch             | Алюмна                |                             |
| 2022 | Фрэнсис и Крёстный отец           | Francis and the Godfather       | Элинор Коппола        |                             |
| 2023 | Следующий гол — победный          | Next Goal Wins                  | Гейл                  |                             |
| 2024 | Раковина                          | Shell                           | Саманта               | Пост-продакшн               |

### Телевидение
| Год       | Название на русском                          | Оригинальное название                    | Роль                         | Примечания                                       |
| --------- | -------------------------------------------- | ---------------------------------------- | ---------------------------- | ------------------------------------------------ |
| 1990      | Женщины-адвокаты                             | Bar Girls                                | Робин                        | Телефильм                                        |
| 1990      | Лаки / Шансы                                 | Lucky Chances                            | Лаки в возрасте 6 лет        | Мини-сериал                                      |
| 1991      | Ничего, кроме любви                          | Anything but Love                        |                              | Эпизод «История двух деток»                      |
| 1992      | Дитя полуночи                                | Midnight’s Child                         | Кристина                     | Телефильм                                        |
| 1992      | Возвращение Фрости                           | Frosty Returns                           | Холли ДеКарло (голос)        | Телевизионный короткометражный мультфильм        |
| 1992—1995 | Застава фехтовальщиков                       | Picket Fences                            | Синтия Паркс                 | 7 эпизодов                                       |
| 1993      | Бэтмэн: мультсериал                          | Batman: The Animated Series              | Кимми Вентрикс (голос)       | Эпизод «Не вижу зла»                             |
| 1993      | Джонни Баго                                  | Johnny Bago                              | Агнес                        | Эпизод «Слава покорителю мозга»                  |
| 1993      | Озорные анимашки                             | Animaniacs                               | Катрина (голос)              | 3 эпизода                                        |
| 1993      | Цыганка                                      | Gypsy                                    | Луиза в детстве              | Телефильм                                        |
| 1995      | Побег на Ведьмину гору                       | Escape to Witch Mountain                 | Анна                         | Телефильм                                        |
| 1995      | Наоми и Вайнона: Любовь может построить мост | Naomi & Wynonna: Love Can Build a Bridge | Эшли Джадд в детстве         | Телефильм                                        |
| 1995      | Фриказоид!                                   | Freakazoid!                              | Кэти / дополнительные голоса | 3 эпизода; озвучка                               |
| 1996      | Это весенняя тренировка, Чарли Браун         | It’s Spring Training, Charlie Brown      | Девочка-бейсболистка (голос) | Телевизионный короткометражный мультфильм        |
| 1999      | Земные желания                               | Earthly Possessions                      | Минди                        | Телефильм                                        |
| 1999—2006 | Западное крыло                               | The West Wing                            | Зои Бартлет                  | 25 эпизодов                                      |
| 2001      | Спирит                                       | Spirit                                   | Келли                        | Телефильм                                        |
| 2003      | Практика                                     | The Practice                             | Джессика Палмер              | Эпизод «Жертва изнасилования»                    |
| 2005      | Закон и порядок: Суд присяжных               | Law & Order: Trial by Jury               | Кэти Невинс                  | Эпизод «Бэби бум»                                |
| 2005—2006 | Нашествие                                    | Invasion                                 | Кристина                     | 5 эпизодов                                       |
| 2006      | Закон и порядок: Преступное намерение        | Law & Order: Criminal Intent             | Ребекка Коулмар              | Эпизод «Добро»                                   |
| 2007      | Анатомия страсти                             | Grey’s Anatomy                           | Нина Роджерсон               | Эпизод «Моя любимая ошибка»                      |
| 2007      | Медиум                                       | Medium                                   | Хейли Хеффернан / Дженни     | Эпизод «Никто не следит за мной»                 |
| 2007      | Говорящая с призраками                       | Ghost Whisperer                          | Никки Дрейк                  | Эпизод «Несчастный медиум»                       |
| 2007—2015 | Безумцы                                      | Mad Men                                  | Пегги Олсон                  | 88 эпизодов                                      |
| 2008      | Страх как он есть                            | Fear Itself                              | Дэнни Баннерман              | Эпизод «Едок»                                    |
| 2008      | Субботним вечером в прямом эфире             | Saturday Night Live                      | Пегги Олсон                  | Не указана в титрах Эпизод «Jon Hamm / Coldplay» |
| 2009      | Милосердие                                   | Mercy                                    | Люси Мортон                  | Эпизод «Последнее, что я сказала»                |
| 2013—2017 | Вершина озера                                | Top of the Lake                          | Робин Гриффин                | 13 эпизодов                                      |
| 2013      | Симпсоны                                     | The Simpsons                             | Гретчен (голос)              | Эпизод «Временно беременна»                      |
| 2017—2022 | Рассказ служанки                             | The Handmaid’s Tale                      | Джун Осборн                  | 56 эпизодов; также продюсер и режиссёр           |
| 2022      | Сияющие                                      | Shining Girls                            | Кирби                        |                                                  |
| 2024      | Вуаль                                        | The Veil                                 | Имоджен Солтер               |                                                  |
|           | Несовершенные женщины                        | Imperfect Women                          |                              |                                                  |

### Театр
| Год  | Название               | Оригинальное название | Роль                     | Место постановки                                      |
| ---- | ---------------------- | --------------------- | ------------------------ | ----------------------------------------------------- |
| 2002 | Путь Фрэнни            | Franny’s Way          | Фрэнни в возрасте 17 лет | Театральная компания «Атлантик» (Linda Gross Theater) |
| 2008 | Пошевеливайся          | Speed-the-Plow        | Карен                    | Театр «Этель Бэрримор» (Бродвей)                      |
| 2011 | Детский час            | The Children’s Hour   | Марта Доби               | Театр комедии (Вест-Энд)                              |
| 2015 | Хроники из жизни Хайди | The Heidi Chronicles  | Хайди Холланд            | Театр «Мьюзик бокс» (Бродвей)                         |

## Награды и номинации
| Год  | Премия                                   | Номинация                                                                 | Название работы        | Результат |
| ---- | ---------------------------------------- | ------------------------------------------------------------------------- | ---------------------- | --------- |
| 2001 | Премия «Молодой актёр»                   | Лучшая молодая приглашённая актриса в телевизионном драматическом сериале | Западное крыло         | Номинация |
| 2004 | Премия «Выбор режиссёров»                | Лучшая актриса                                                            | Девственница           | Победа    |
| 2004 | Кинопремия «Независимый дух»             | Лучшая женская роль                                                       | Девственница           | Номинация |
| 2008 | Премия Гильдии киноактёров США           | Лучший актёрский состав в драматическом сериале                           | Безумцы                | Номинация |
| 2009 | Премия Гильдии киноактёров США           | Лучшая женская роль в драматическом сериале                               | Безумцы                | Номинация |
| 2009 | Премия Гильдии киноактёров США           | Лучший актёрский состав в драматическом сериале                           | Безумцы                | Победа    |
| 2009 | Премия «Спутник»                         | Лучшая женская роль в телевизионном сериале — драма                       | Безумцы                | Номинация |
| 2009 | Премия «Эмми»                            | Лучшая женская роль в драматическом телесериале                           | Безумцы                | Номинация |
| 2010 | Премия «Эмми»                            | Лучшая женская роль второго плана в драматическом телесериале             | Безумцы                | Номинация |
| 2010 | Премия Гильдии киноактёров США           | Лучший актёрский состав в драматическом сериале                           | Безумцы                | Победа    |
| 2010 | Премия «Золотая нимфа»                   | Лучшая актриса — Драматический сериал                                     | Безумцы                | Номинация |
| 2011 | Премия «Золотая нимфа»                   | Лучшая актриса — Драматический сериал                                     | Безумцы                | Номинация |
| 2011 | Премия «Золотой глобус»                  | Лучшая женская роль в телевизионном сериале — драма                       | Безумцы                | Номинация |
| 2011 | Премия «Эмми»                            | Лучшая женская роль в драматическом телесериале                           | Безумцы                | Номинация |
| 2011 | Премия Гильдии киноактёров США           | Лучшая женская роль в драматическом сериале                               | Безумцы                | Номинация |
| 2011 | Премия Гильдии киноактёров США           | Лучший актёрский состав в драматическом сериале                           | Безумцы                | Номинация |
| 2011 | Премия «PRISM»                           | Лучшая роль в драматическом сериале                                       | Безумцы                | Номинация |
| 2011 | Премия «Выбор телевизионных критиков»    | Лучшая женская роль в драматическом сериале                               | Безумцы                | Номинация |
| 2012 | Премия «Эмми»                            | Лучшая женская роль в драматическом телесериале                           | Безумцы                | Номинация |
| 2012 | Премия «Выбор телевизионных критиков»    | Лучшая женская роль в драматическом сериале                               | Безумцы                | Номинация |
| 2013 | Премия Гильдии киноактёров США           | Лучший актёрский состав в драматическом сериале                           | Безумцы                | Номинация |
| 2013 | Премия «Выбор телевизионных критиков»    | Лучшая женская роль в драматическом сериале                               | Безумцы                | Номинация |
| 2013 | Премия «Выбор телевизионных критиков»    | Лучшая женская роль в фильме или мини-сериале                             | Вершина озера          | Победа    |
| 2013 | Премия «Эмми»                            | Лучшая женская роль в драматическом телесериале                           | Безумцы                | Номинация |
| 2013 | Премия «Эмми»                            | Лучшая женская роль в мини-сериале или фильме                             | Вершина озера          | Номинация |
| 2014 | Премия «Золотой глобус»                  | Лучшая женская роль — мини-сериал или телефильм                           | Вершина озера          | Победа    |
| 2014 | Премия «Спутник»                         | Лучшая актриса — мини-сериал или телефильм                                | Вершина озера          | Победа    |
| 2014 | Премия Гильдии киноактёров США           | Лучшая женская роль в телефильме или мини-сериале                         | Вершина озера          | Номинация |
| 2014 | Премия «Оригинальный актёрский состав»   | Лучший актёрский состав в мини-сериале или телефильме                     | Вершина озера          | Победа    |
| 2015 | Премия Внешнего общества критиков        | Лучшая актриса в пьесе                                                    | Хроники из жизни Хайди | Номинация |
| 2015 | Премия Лиги Драмы                        | Выдающееся представление                                                  | Хроники из жизни Хайди | Номинация |
| 2015 | Премия «Тони»                            | Лучшая женская роль в пьесе                                               | Хроники из жизни Хайди | Номинация |
| 2015 | Премия «Эмми»                            | Лучшая женская роль в драматическом телесериале                           | Безумцы                | Номинация |
| 2017 | Премия Ассоциации телевизионных критиков | Премия за выдающиеся достижения в драме                                   | Рассказ служанки       | Номинация |
| 2017 | Премия «Эмми»                            | Лучшая женская роль в драматическом телесериале                           | Рассказ служанки       | Победа    |
| 2017 | Премия «Эмми»                            | Лучший драматический сериал                                               | Рассказ служанки       | Победа    |
| 2018 | Премия «Золотой глобус»                  | Лучшая женская роль в телевизионном сериале — драма                       | Рассказ служанки       | Победа    |
| 2018 | Премия Гильдии киноактёров США           | Лучшая женская роль в драматическом сериале                               | Рассказ служанки       | Номинация |
| 2018 | Премия Гильдии киноактёров США           | Лучший актёрский состав в драматическом сериале                           | Рассказ служанки       | Номинация |